# Acrodermatitis bij bulterriërs
Acrodermatitis is een aan de lichaamsuiteinden (acro is een voorvoegsel dat duidt op uiteinde of top van een lichaam of lichaamsdeel) voorkomende dermatitis (huidontsteking).

## Belangrijkste klinische kenmerken van acrodermatitis bijbulterriërs
- Ontsteking van de huid van de lichaamsuiteinden (poten en gezicht).
- Hypopigmentatie (tekort aan pigment) van de huid.
- Hyperkeratose van de voetzooltjes.
- Spreiding van de tenen.
- Moeilijkheden bij het eten.
- Groeivertraging.
- Verhoogde gevoeligheid voor infecties.

## Prognose
De prognose is slecht.

## Erfelijkheid
Acrodermatitis bij bulterriërs is een erfelijke aandoening. De overerving is autosomaal recessief.